# From a smalltown
『From a smalltown』（フロム・ア・スモールタウン）は、GRAPEVINEの8枚目のアルバムである。2007年3月7日にロッカールームより発売された。

## 解説
- 前作『déraciné』から約1年7か月振りとなる作品であり、バンドのメジャーデビュー10周年に発売されたオリジナルアルバム。ミニアルバムを含めたアルバムのリリース間隔としては、バンドの当時最長であった[1]。
- タイトルの意味について田中は、収録曲「smalltown,superhero」(#4)のイメージから広げつつ、アルバム・タイトルっぽくない語感のタイトルにしたいと思い、「From a smalltown」になったと語っている[2]。セッションで作られた楽曲が収録されるのは今作が初となった。
- 初回盤には「指先」と「FLY」のPVが収録されたDVDが付いている。
- 本作のリリースと同日に、『退屈の花』から『déraciné』までのフルアルバム7作品が低価格・限定盤として再発された。

## 収録曲
1. FLY
作詞：田中和将/作曲：GRAPEVINE
19thシングル。これまであえて避けていたジャムセッションをきっかけとして作った初の曲。
表記はされていないが、シングルでは無かったギターの調整音が曲の冒頭に入っている為、実質アルバムバージョンである。
『Best of GRAPEVINE 1997-2012』ファン投票中間結果26位。
2. ランチェロ'58
作詞：田中和将/作曲：亀井亨
歌詞中に登場する「フォード・ランチェロ」とは、フォード社製の50年代型ピックアップトラックのこと。なお、ツアー「ママとマスター」会場・タワーレコードの通販で発売された「ランチェロ'58 Tシャツ」は、このピックアップ・トラックがモチーフになっている。
3. スレドニ・ヴァシュター
作詞：田中和将/作曲：亀井亨
サキの作品「Sredni Vashtar」をモチーフにした曲。20thシングル「指先/COME ON」に付いているスタジオライブのDVDで一足先に音源化されていた。
『Best of GRAPEVINE 1997-2012』ファン投票26位。
4. smalltown,superhero
作詞：田中和将/作曲：GRAPEVINE
田中はこの曲について「自分達にとってすごく新鮮だった」と語っている。
5. I must be high
作詞：田中和将/作曲：亀井亨
2番目の歌詞にある「リサイクルと憧憬」という箇所は、実際には「不細工と童貞」と歌われている。
6. ママ
作詞：田中和将/作曲：亀井亨
このアルバムのツアー名「ママとマスター」は、この曲と、M-10「FORGE MASTER」にちなんだもの。
7. COME ON
作詞：田中和将/作曲：GRAPEVINE
20thシングル(両A面)の2曲目。映画『フライ、ダディ』日本版テーマソング。
8. インダストリアル
作詞：田中和将/作曲：亀井亨
タイトルは、「産業的な・機械的な」などといった意味を持つ。
9. 指先
作詞：田中和将/作曲：亀井亨
20thシングル（両A面）の1曲目。日本テレビ『いただきマッスル!』2007年3月エンディングテーマ。
『Best of GRAPEVINE 1997-2012』ファン投票11位（中間結果11位）。
10. FORGE MASTER
作詞：田中和将/作曲：亀井亨
11. 棘に毒
作詞：田中和将/作曲：亀井亨
『Best of GRAPEVINE 1997-2012』ファン投票15位（中間結果10位）。
12. Juxtaposed
作詞/作曲：田中和将
田中が今作で作曲した唯一の楽曲であり、曲も6分弱とアルバム内で一番長い。

- 編曲：GRAPEVINE&長田進

## 演奏
- 田中和将：Vocal, Guitar, Chorus
- 西川弘剛：Guitar
- 亀井亨：Drums, Percussion
- 金戸覚：Bass
- 高野勲：Keyboards, TR-909 (#3), Termin (#5)
- 長田進：Acoustic Guitar (#7), Tambourine (#8)